# Luigi Raffanelli
Luigi Raffanelli (Pistoia, 1752 - 1821) fou un baix bufo italià que va contribuir a portar l'òpera bufa i la farsa en el seu apogeu, sobretot a Venècia i París.
Va cantar entre 1771 i 1814 en diversos teatres d'òpera italians, París, Londres i Viena. El 1810 va crear el paper de Tobias Mill a l'estrena de La cambiale di matrimonio de Rossini. Del mateix compositor varen seguir L'inganno felice i Il signor Bruschino.